# Dialeto romanhol
O dialeto romanhol (romagnol) é um dialeto da língua emiliano-romanhola (emiliàn-rumagnòl) falado na república de São Marinho e em Emília-Romanha, na Itália setentrional.